# Rana pyrenaica
Rana pyrenaica – gatunek płaza bezogonowego z rodziny żabowatych (Ranidae), endemit występujący w Pirenejach.

## Występowanie
Występuje w zachodniej i centralnej części Pirenejów od lasów Irati w prowincji Nawarra do Parku Narodowego Ordesa i Monte Perdido w prowincji Aragonia, w zasadzie tylko na terenie Hiszpanii, z wyjątkiem niewielkiego obszaru lasów Irati znajdujących się na terenie Francji.
Zamieszkuje na wysokości od 1000 do 1800 m n.p.m., w górskich strumieniach, w których spędzają większość czasu. W miesiącach, w których temperatura spada poniżej 4° C, zapada w stan hibernacji, szczególnie aktywne są od lutego do lipca.

## Opis

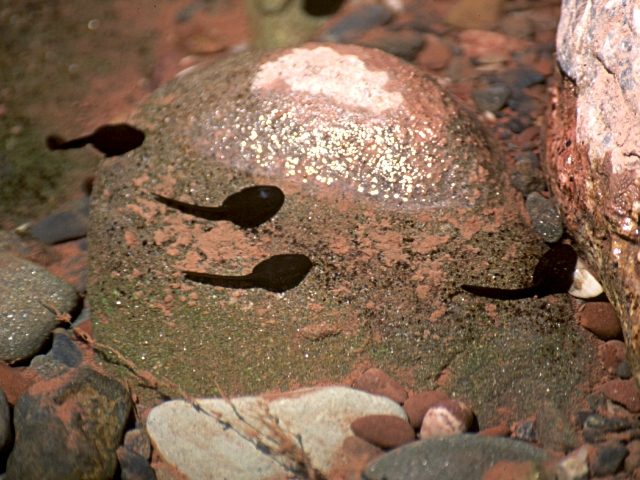
Kijanki

Ciało samic osiąga długość od 3,6 do 5,1 cm, samców od 3,3 do 4,6 cm. Głowa szeroka, z krótkim pyskiem. Błona bębenkowa mała, słabo widoczna. Fałdy grzbietowo-boczne słabo widoczne, zaczynające się za oczodołami. Kończyny długie, przednie z 4, a tylne z 5 palcami, połączonymi błonami pławnymi.
Ubarwienie grzbietu jest brązowe z różnymi odcieniami, w zasadzie jednolicie ubarwione. Brzuch jaśniejszych szary. Oczy otoczone jaśniejszym paskiem białym lub jasnożółtym. Kijanki są koloru ciemnobrązowego lub czarnego z jasnymi plamkami.

## Tryb życia
Żaba większość czasu spędzająca w wodzie, tylko młode osobniki wychodzą na ląd. W przypadku zagrożenia chowa się w wodzie pod kamieniami i korzeniami drzew. W miesiącach zimowych zapada w stan hibernacji.